# Adrien Gabriel Gaudin de Villaine
Adrien Gabriel Gaudin de Villaine (Vire, 14 maggio 1800 – Avranches, 20 luglio 1876) è stato un generale francese.

## Biografia

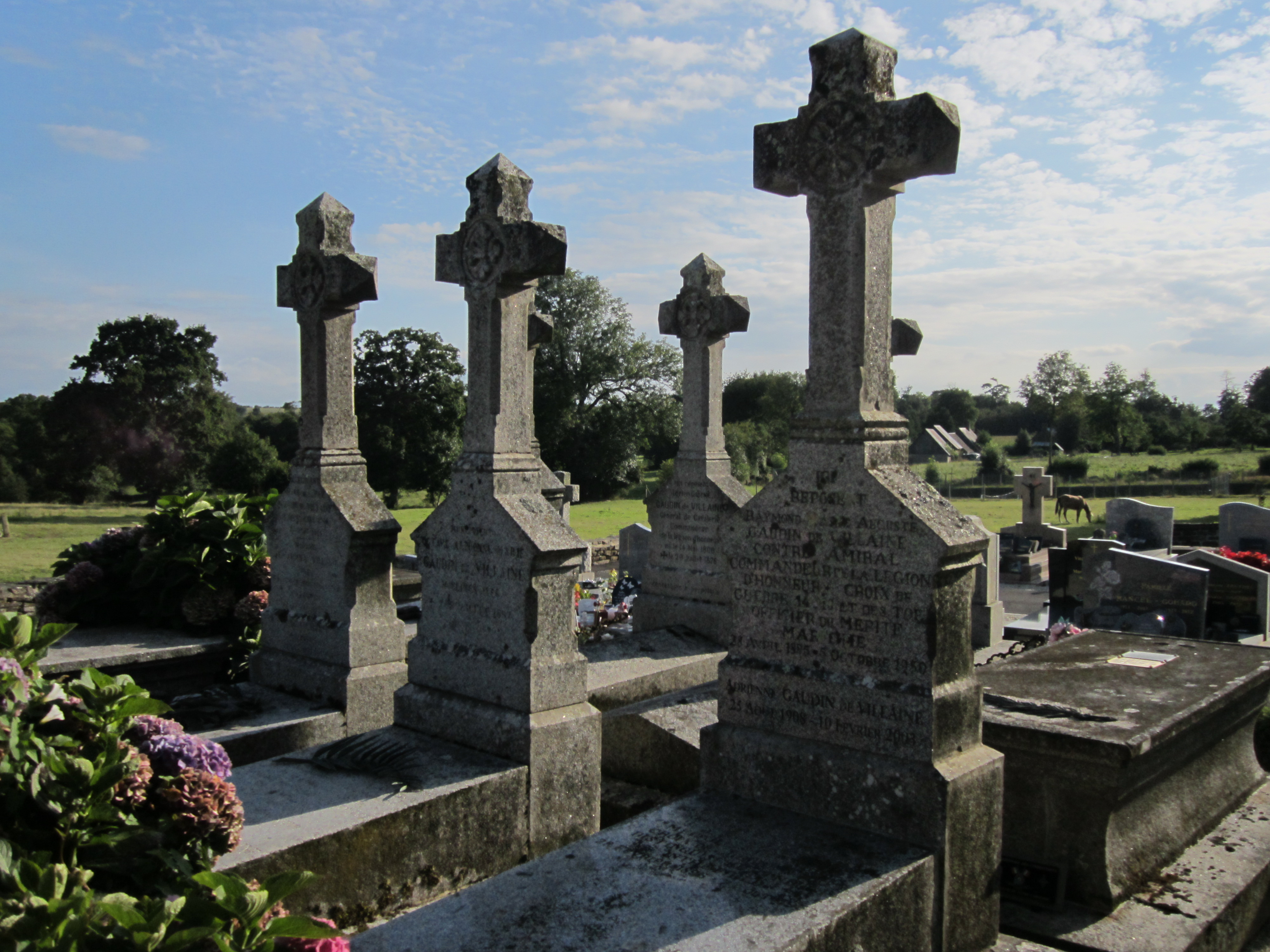
La tomba della famiglia Gaudin de Villaine a Moulines.

Nato a Vire (Calvados) il 14 maggio 1800, Adrien Gabriel Gaudin de Villaine intraprese la carriera militare giovanissimo e prese parte dapprima alla conquista francese dell'Algeria, avendo modo invece di distinguersi altamente nel corso della seconda guerra d'indipendenza italiana dove ottenne il comando di una brigata di cavalleria con la quale combatté vittoriosamente per la liberazione della città di Novara dagli austriaci, giocando un ruolo fondamentale con la propria brigata di cavalleria. Prese poi parte alla battaglia di Magenta ed alla battaglia di Solferino (1859); in quest'ultima battaglia, in particolare, venne citato per aver difeso la guardia del corpo del generale Mac-Mahon contro i tentativi di sfondamento del generale austriaco Leopold Edelsheim.
Nel 1864, fu consigliere generale del cantone di Mortain, mandato che manterrà sino al 1870 quando chiese ed ottenne il pensionamento e si ritirò a vita privata.
Sposò Alexandrine Henriette Catherine von Nicolay (1814-1886), figlia del barone Pavel Nicolay (figlio a sua volta di Ludwig Heinrich von Nicolay, segretario particolare dello zar Paolo I di Russia) e di Alexandrine de Broglie. La coppia ebbe insieme i seguenti figli:
- Auguste Camille Louis Marie Gaudin de Villaine (1851-1904), generale di brigata.
- Adrien Paul Marie Sylvain Gaudin de Villaine (1852-1930), deputato e poi senatore in Francia